# Shefqet Vërlaci
Shefqet Vërlaci (Elbasan, 15 de diciembre de 1887 - Zúrich, 21 de diciembre de 1946) fue un político y terrateniente albanés. Ejerció como primer ministro de Albania en dos periodos: entre marzo y mayo de 1924 (con carácter provisional) y desde 1939 hasta 1941 durante la ocupación italiana en la Segunda Guerra Mundial.

## Biografía
Shefqet Vërlaci nació en Elbasan en el seno de una familia acomodada. Igual que otros dirigentes albaneses, cursó educación superior en Constantinopla para trabajar en la administración del Imperio otomano, aunque no pudo completar la carrera y regresó a su ciudad natal. En 1912 apoyó la proclamación de la Independencia de Albania, y dos años después formó parte de la delegación que viajó a Alemania para ofrecerle el principado a Guillermo de Wied.
En la década de 1920, Vërlaci era el mayor terrateniente de Albania y líder del Partido Progresista, una formación conservadora que se oponía a la reforma agraria. En 1922 apoyó como primer ministro a Ahmet Zogu porque éste se había casado con su hija, Behije Vërlaci. Zogu tuvo que dimitir en 1924 por el tenso clima político que vivía el país y Vërlaci asumió el cargo, pero su mandato duró menos de dos meses: entre el 5 de marzo y el 2 de junio. Con el estallido de la revolución popular y el ascenso de Fan S. Noli, a Vërlaci le fueron confiscadas sus tierras y tuvo que exiliarse en Italia. Desde allí entabló contactos con miembros del régimen de Benito Mussolini para que apoyasen el regreso al poder de Zogu, algo que sucedió en 1925.
Las relaciones de Shefqet con Zogu (a partir de 1928, Zog I) empeoraron cuando éste rompió el matrimonio con Behije. En 1927 sobrevivió a un intento de atentado y desde entonces pasó más tiempo viviendo en Italia que en Albania.
El ejército italiano invadió Albania el 7 de abril de 1939 y Zog I huyó del país. Cinco días después, Vërlaci fue designado primer ministro del estado ocupado y bajo su mando se encargó de unificar las instituciones albanesas con las italianas, además de ofrecer la corona del reino a Víctor Manuel III, soberano de Italia. Aunque Albania conservó formalmente un gobierno propio en manos de políticos albaneses, estos debían tener la aprobación de Roma. En agosto de 1939 fue designado senador del Reino de Italia, junto a otros políticos albaneses.
Vërlaci tuvo que afrontar la cada vez mayor resistencia albanesa contra los invasores. El 17 de mayo de 1941 salió ileso de un segundo atentado durante una visita oficial. Con cada vez menos apoyos, el 4 de diciembre presentó la dimisión y fue sustituido por Mustafa Kruja. Antes de que los partisanos tomasen el control de Albania pudo huir a la República Social Italiana, y de ahí marchó a Suiza para evitar un juicio por colaboracionismo. Falleció el 21 de diciembre de 1946 en Zúrich a los 68 años y fue enterrado en el cementerio protestante de Roma.